# Priyanka Roy
Priyanka Roy (2 de marzo de 1988) es una jugadora de críquet india.

## Trayectoria
En 2016, Roy emigró de Ranaghat, en Bengala Occidental, a Delhi. Jugó 27 Internacionales de un día y 15 Internacionales Twenty20 para el equipo femenino de la India. Sus actuaciones en la Copa Mundial de Críquet Femenina de 2009 la llevaron a ser nombrada en el Equipo del Torneo de la ICC. 
En 2017, Priyanka fue incluida en la lista de las 100 mujeres de la BBC.